# 和歌山中央郵便局
和歌山中央郵便局（わかやまちゅうおうゆうびんきょく）は、和歌山県和歌山市にある郵便局。民営化前の分類では集配普通郵便局であった。

## 概要
住所：〒640-8799 和歌山県和歌山市一番丁4
和歌山城の東隣に位置しており、周辺には和歌山地方裁判所・和歌山家庭裁判所・和歌山地方検察庁をはじめ、公的機関や金融機関が立地している。
また、和歌山県で唯一、全国のふるさと切手の販売も取扱っている。

### 併設施設
- ゆうちょ銀行和歌山店（大阪支店和歌山出張所）：取扱店番号470010 - 和歌山県で唯一の同行直営店である。
- なお、かんぽ生命保険和歌山支店は、当局併設ではなく、Wajima十番丁ビル（当局から北へ約100m）内に設置されている。

### 分室
- 川辺集配分室 - 郵便事業和歌山支店川辺集配センターを引き継ぐ形で、2012年（平成24年）10月1日付で設置。

## 沿革
- 1872年1月29日（明治4年12月20日） - 和歌山市寄合町に和歌山郵便取扱所として設置[1]。
- 1873年（明治6年）3月 - 和歌山郵便役所となる[1]。
- 1875年（明治8年）1月1日 - 和歌山郵便局（二等）となる。翌日より為替取扱を開始[1]。
- 1879年（明治12年） - 貯金取扱を開始[1]。
- 1885年（明治18年） - 電信取扱を開始[1]。
- 1888年（明治21年）1月1日 - 和歌山郵便電信局となる[1]。
- 1903年（明治36年）4月1日 - 通信官署官制の施行に伴い和歌山郵便局となる[1]。
- 1947年（昭和22年）3月 - 和歌山市一番丁に局舎を新築し移転。
- 1987年（昭和62年）7月1日 - 和歌山中央郵便局に改称[2]。
- 1992年（平成4年）8月3日 - 外国通貨の両替および旅行小切手の売買に関する業務取扱を開始。
- 2002年（平成14年）7月1日 - 加太郵便局（〒640-0199→〒640-0103）から集配業務を移管。
- 2007年（平成19年）10月1日 - 民営化に伴い、併設された郵便事業和歌山支店、ゆうちょ銀行和歌山店に一部業務を移管。
- 2010年（平成22年）7月1日 - ゆうパックの区分業務を、新設の郵便事業和歌山ターミナル支店に変更。
- 2011年（平成23年）8月28日 - 郵便事業和歌山ターミナル支店の廃止に伴い、ゆうパックの区分業務を和歌山支店に戻す。
- 2012年（平成24年）10月1日 - 日本郵便株式会社の発足に伴い、郵便事業和歌山支店を和歌山中央郵便局に統合。同支店川辺集配センターを当局の川辺集配分室とする。
- 2022年（令和4年）4月1日-かんぽサービス部を設置。

## 取扱内容

### 和歌山中央郵便局
- 郵便、印紙、ゆうパック、内容証明
- 生命保険、バイク自賠責保険、自動車保険 - 平日18時まで営業。
- 郵便番号の上2桁が64の地域（和歌山県、奈良県吉野郡野迫川村（一部地域を除く）、奈良県吉野郡十津川村の一部、三重県熊野市紀和町の一部）あての郵便物を配達局ごとに区分する業務（地域区分局）
- 「640-01xx」「640-80xx」「640-81xx」「640-82xx」「640-83xx」「640-84xx」区域（和歌山市内の中北部および中西部）の集配業務
- ゆうゆう窓口

### ゆうちょ銀行和歌山店
- 貯金、貸付、為替、振替、振込、国際送金、外貨両替、トラベラーズチェック、国債、投資信託、確定拠出年金、変額年金保険、スルガ銀行の個人ローンの申込 - 平日18時まで営業。
- ATM
- 財形定額貯金、自動払出預入、簡易払い、小切手払い、払込用紙による通常払込み (ATM)

### 川辺集配分室
- 和歌山市内の一部地域（郵便番号649-63xx地域）の集配業務

## 風景印
- 図案は和歌山城・つつじ。局名表記は「和歌山中央」
- 使用開始日は2000年（平成12年）4月20日

## 周辺
- 和歌山城
- 和歌山市役所
- 和歌山信愛中学校・高等学校
- 国道24号（国道26号と重複）
- 国道42号

## アクセス
- 南海和歌山市駅、JR和歌山駅から和歌山バスに乗車し、和歌山城前停留所下車すぐ
- 阪和自動車道 和歌山ICから南西へ約5km
- 駐車場あり：11台